# Galattorio di Lescar
Galattorio di Lescar, in latino Galactorius, in francese Galactoire (V secolo – Mimizan, 507 circa), è stato un vescovo e santo franco, vissuto tra il V ed il VI secolo; è venerato dalla Chiesa cattolica come santo e martire.

## Biografia
Di Galattorio si sa che partecipò nel 506 al concilio di Agde con il nome di Galactorius, episcopus de Benarno a fianco dei vescovi Grato di Oloron e Graziano di Dax, così come di altri delegati delle diocesi di Tarbes e di Aire. Il suo episcopato è attestato e della sua diocesi si diceva che fosse stata da lui ben amministrata.

### Leggenda
La leggenda, narrata nel Breviario di Lescar (1541), parla di Galattorio che combatte i Visigoti a Mimizan alla testa di un gruppo di armati per portare soccorso a re Clodoveo I. Fatto prigioniero, avrebbe trovato la morte come martire nel 506, essendosi rifiutato di abiurare la fede cattolica.. Una chiesa sarebbe stata eretta in suo onore nel VI secolo sul luogo del martirio, chiesa che fu sostituita dal campanile a portico della chiesa di Santa Maria di Mimizan.

### Interpretazione
È difficilmente concepibile che il santo abbia potuto, a parte una possibile simpatia verso Clodoveo I, prendere le armi contro Alarico II, che aveva manifestato la sua tolleranza verso i cattolici autorizzandoli a tenere un concilio. È più logico immaginare che Galattorio, trovandosi a Mimizan verso il 507 per incontrare il vescovo di Bordeaux, si sia imbattuto nelle truppe visigote che, in rotta dopo la sconfitta di Vouillé ad opera dei Franchi, stavano cercando di raggiungere velocemente i Pirenei. Certamente umiliati dalla sconfitta, ostili alla dottrina cattolica e animati da spirito di rivalsa, i soldati visigoti avrebbero messo a morte il povero vescovo di Lescar.

### Culto
Le reliquie di Galattosio furono conservate fino alla Riforma in una cassa situata sull'altare principale della Cattedrale di Nostra Signora dell'Assunzione a Lescar, poi scomparvero senza che si sia mai saputo come e perché, probabilmente distrutte o nascoste.
La sua Memoria liturgica cade il 27 luglio.